# Засеље (Витез)
Засеље је насељено место у Босни и Херцеговини у општини Витез. Административно припада Федерацији Босне и Херцеговине, односно њеном Средњобосанском кантону. Према попису становништва из 2013. у насељу је било 71 становника, а већинску популацију у насељу чинили су Хрвати.

## Становништво
По последњем службеном попису становништва из 2013. године у насељу Засеље живело је 71 становника, а село је било етнички хомогено са већинском хрватском популацијом.
| Националност | 2013. | 1991.        | 1981.        | 1971.        | 1961.        |
| Хрвати       | —     | 138 (84,66%) | 184 (84,79%) | 183 (75,93%) | 146 (66,36%) |
| Срби         | —     | 23 (14,11%)  | 32 (14,75%)  | 58 (24,07%)  | 69 (31,36%)  |
| Југословени  | —     | 0            | 1 (0,46%)    | 0            | 0            |
| Црногорци    | —     | 0            | 0            | 0            | 5 (2,27%)    |
| остали       | —     | 2 (1,22%)    | 0            | 0            | 0            |
| Укупно       | 71    | 163          | 217          | 241          | 220          |